# شیمانتو، کوچی
شیمانتو در استان کوچی در کشور ژاپن  واقع شده‌است  که دارای جمعیت ۳۷٬۱۸۲ نفر و مساحت ۶۳۲٫۴۲ کیلومتر مربع با تراکم جمعیت ۵۸٫۸  نفر در کیلومترمربع است و در تاریخ ۱۰ آوریل ۲۰۰۵ به عنوان شهر شناخته شد.